# (15635) Andrewhager
(15635) Andrewhager (2000 JV27) – planetoida z pasa głównego asteroid okrążająca Słońce w ciągu 3,81 lat w średniej odległości 2,44 j.a. Odkryta 7 maja 2000 roku.